# Méthode Takahashi
 (juillet 2012).
Si vous disposez d'ouvrages ou d'articles de référence ou si vous connaissez des sites web de qualité traitant du thème abordé ici, merci de compléter l'article en donnant les références utiles à sa vérifiabilité et en les liant à la section « Notes et références ».
Pour les articles homonymes, voir Takahashi.

Transparent adoptant la méthode Takahashi.

La méthode Takahashi est une technique pour produire des transparents pour une projection. Elle est semblable à la méthode Lessig (du professeur Lawrence Lessig d'Harvard).
Elle est nommée d'après son inventeur, Masayoshi Takahashi. Contrairement aux présentations typiques, elle n'utilise ni images ni graphiques. Chaque transparent comporte seulement un ou deux mots, en très gros caractères.
Un présentateur utilisera donc beaucoup plus de transparents, projetés à un rythme nettement plus rapide que pour une présentation traditionnelle.

## Histoire
Masayoshi Takahashi devait faire une présentation de cinq minutes pour une conférence de développeurs (RubyConf), mais ne disposait pas de logiciel de présentation comme PowerPoint, et n'avait pas non plus d'images à présenter. Il a donc décidé de présenter sur chaque transparent le mot ou la phrase qui « tiendrait » le mieux son auditoire.
Ses transparents, de quelques caractères de très grande taille, ressemblent à des titres de journaux qui sont immédiatement captés visuellement, plutôt qu'à des phrases ou des listes de points à lire.